# نهر أفون (بريستول)
نهر أفون؛ بريستول أفون /ˈeɪvən/ هو نهر إنجليزي يقع جنوب غرب البلاد. غالبًا ما يُعرف هذا النهر بأسم بريستول أفون لتمييزه عن عدد من الأنهار الآخرى التي تحمل ذات الأسم. أسم «آفون» هو مُشابهه في اللغة الويلزية لكلمة AFON ،أي «النهر».
يرتفع نهر آفون شمال قرية أكتون تورفيل في جنوب غلوسترشير، قبل أن يتدفق خلال مقاطعة ويلتشير. يكون النهر قابلاً للملاحة ويُعرف باسم ملاحة أفون في المناطق السُفليّة من مدينة باث إلى مصب نهر سيفرن في ضاحية أفونماوث بالقرب من بريستول.
نهر أفون هو أطول 19 نهرًا في المملكة المتحدة حيث يصل طوله إلى 75 ميل (121 كـم).

## المصطلح
اسم «آفون» هو مصطلح مشابه في الويلزية لكلمة AFON [avɔn] «النهر»، وكلاهما مشتق من كلمة abona «نهر» وهو من المصطلحات المشتركة من اللغة السلتية القديمة. «نهر أفون»، يعني حرفيًا «نهر النهر» بالإنجليزية؛ تشترك العديد من الأنهار الإنجليزية والأسكتلندية بهذا الاسم.  سميت مقاطعة أفون التي كانت موجودة في الفترة من 1974 إلى 1996 بأسم النهر، وغطت بريستول وباث ووادي أفون السفلي.

## الدورة
يرتفع نهر آفون شرق بلدة «تشيبينغ سودبري» في جنوب مقاطعة غلوسترشير، شمال قرية أكتون تورفيل. يجري نهر آفون في مسار دائري إلى حد ما، ويصب شرقا ثم جنوبا عبر مقاطعة ويلتشير. كانت أول مستوطنة رئيسية قرب النهر هي قرية لوكنغتون على بعد ميلين (3) كم داخل حدود مقاطعة ويلتشير، ثم منطقة شيرستون. وفي قرية مالميسبري، تنضم إلى روافدها الرئيسية الأولى، تيتبري أفون، التي ترتفع شمال تيتبري شمال مقاطعة غلوسترشير. يُعرف هذا الرافد محليًا باسم انجلوبرن، ويعني في اللغة الإنجليزية القديمة «نهر الإنجليز». هنا، يجتمع النهران تقريبًا، لكن الطريق محصور بفعل صخرة من كوتسوولدز، مما أوجد جزيرة لمدينة مالميسبري القديمة الواقعة على قمة التل. يشار إلى النهر في نهاية هذا الالتقاء باسم «نهر أفون (فرع شيرستون)» لتمييزه عن فرع تيتبيري.

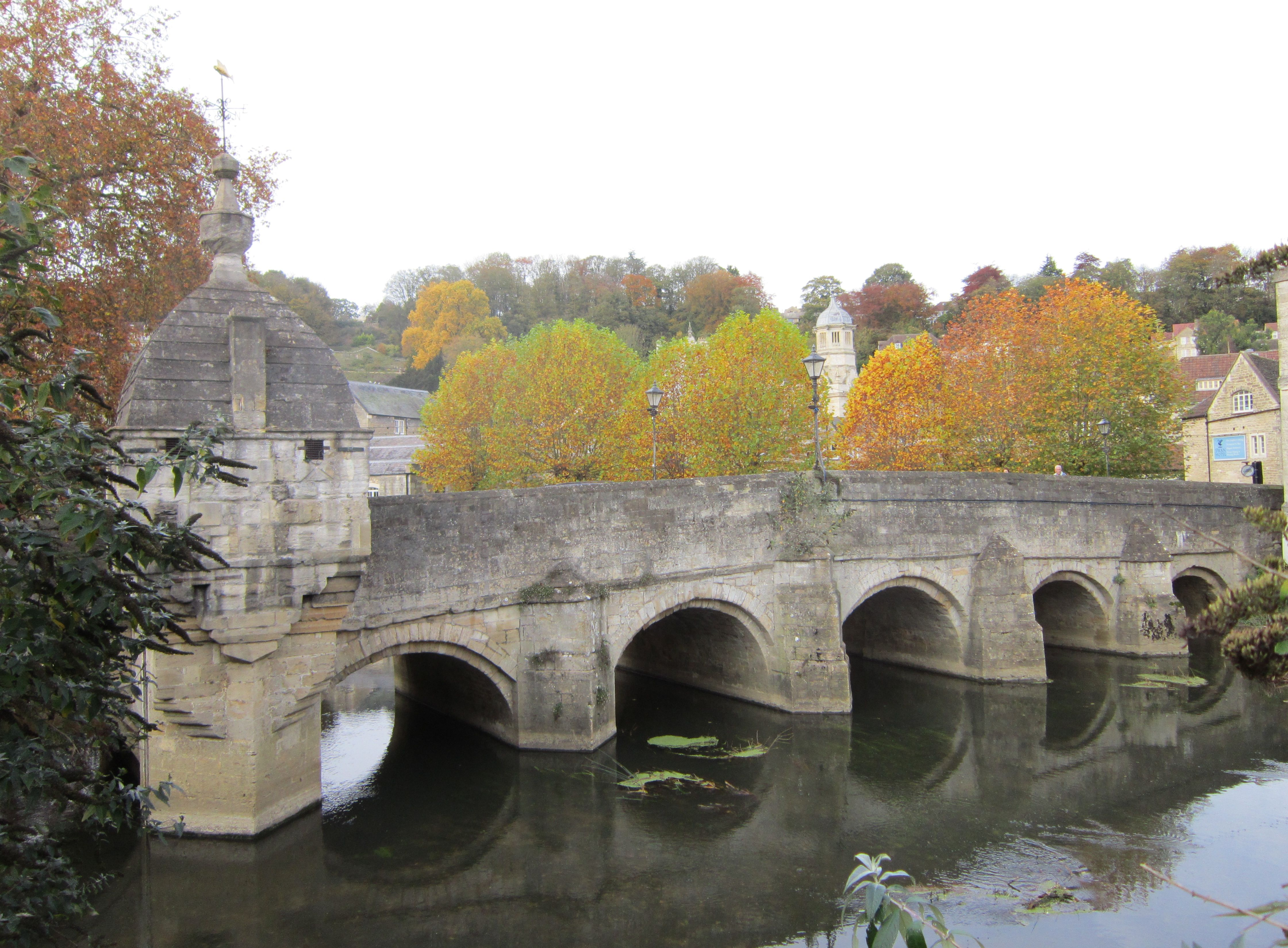
جسر المدينة في برادفورد على نهر آفون

بعد اندماج النهرين، يتحول نهر افون إلى الجنوب الشرقي بعيدًا عن منطقة كوستولد ثم يتجه جنوبًا سريعًا إلى دونتسي فالي، حيث ينضم إليه نهر ماردن، حتى يصل إلى أكبر مدينة حتى الآن، تشبنهام. يُعرف الوادي الواسع الآن باسم آفون فال أفون فالي، ويتدفق النهر عبر لاكوك إلى مالكشم، ثم يتحول إلى الشمال الغربي عبر براد اون افون في نهر آفون، حيث نشأ وسط المدينة مخاضة عبر نهر، ومن ثم الأصل من اسم المدينة («برود فورد»). وقد استكمل في النورمان ممرات الجسر الحجري الذي لا يزال قائما حتى اليوم. الجانب نورماني هوالجانب الأعلى. الجانب الأحدث لديه أقواس منحنية. جسر المدينة والمعبد هي مبان مصنفة من الدرجة الأولى. كان في الأصل جسر باكهورس، لكنه اتسع في القرن 17 من خلال إعادة بناء الجانب الغربي. على الجسر يقف مبنى صغير كان في الأصل كنيسة صغيرة ولكن تم استخدامه لاحقًا مقفل للمدينة.
يعد وادي أفون بين برادفورد وأفون وباث مثالًا جغرافيًا كلاسيكيًا للوادي حيث توجد أربعة أشكال من النقل البري: الطرق والسكك الحديدية والنهر والقناة. يمر النهر تحت قناتي افونكليف ونونداس وفي فريشفورد وينضم إلى نهر فروم في سومرست. تم بناء قناة أفونكليف بواسطة جون ريني وكبير المهندسين جون توماس، بين عامي 1797 و 1801. تتألف القناة المائية من ثلاثة أقواس، ويبلغ طولها 110 ياردة (100 متر) مع شريان محوري مائل يبلغ طوله 60 قدماً (18 مترا) مع قسمين جانبيين لكل منهما نصف حلاقة و 34 قدماً (10 أمتار)، وكل ذلك مع أحجار قوس مربوطة في شكل حرف V. تم بناء السباندرل (مساحة مثلثية بين قمم) والجناح في دورات بديلة من بناء الأشلار، والكتل ذات الواجهة الصخرية. تعثرت المنطقة المركزية بعد وقت قصير من بنائها وتم إصلاحها مرات عديدة. تم بناء قناة دونداس من قبل نفس الفريق بين عامي 1797 و 1801 وانتهت في عام 1805. تم تعيين المقاول جيمس ماكياهم لعمله. يبلغ طول القناة 150 ياردة (137.2 م) مع ثلاثة أقواس مبنية من حجر باث، مع أعمدة دوريك ودرابزين في كل طرف. يمتد القوس نصف الدائري المركزي على 64 قدم (19.5 م) ويمتد القوسان البيضاويان على 20 قدم (6.1 م). يعتبر مبنى المدرج من الدرجة الأولى، وكان أول هيكل للقناة يتم تعيينه كنصب تذكاري قديم مجدول في عام 1951.  وقد تم استخدام امتداد النهر أسفل وفوق القناة المائية، حيث ينضم إليها ميدفورد بروك، من قبل طواقم التجديف من مدرسة مونكتون كومب منذ بداية القرن 19 على الأقل.

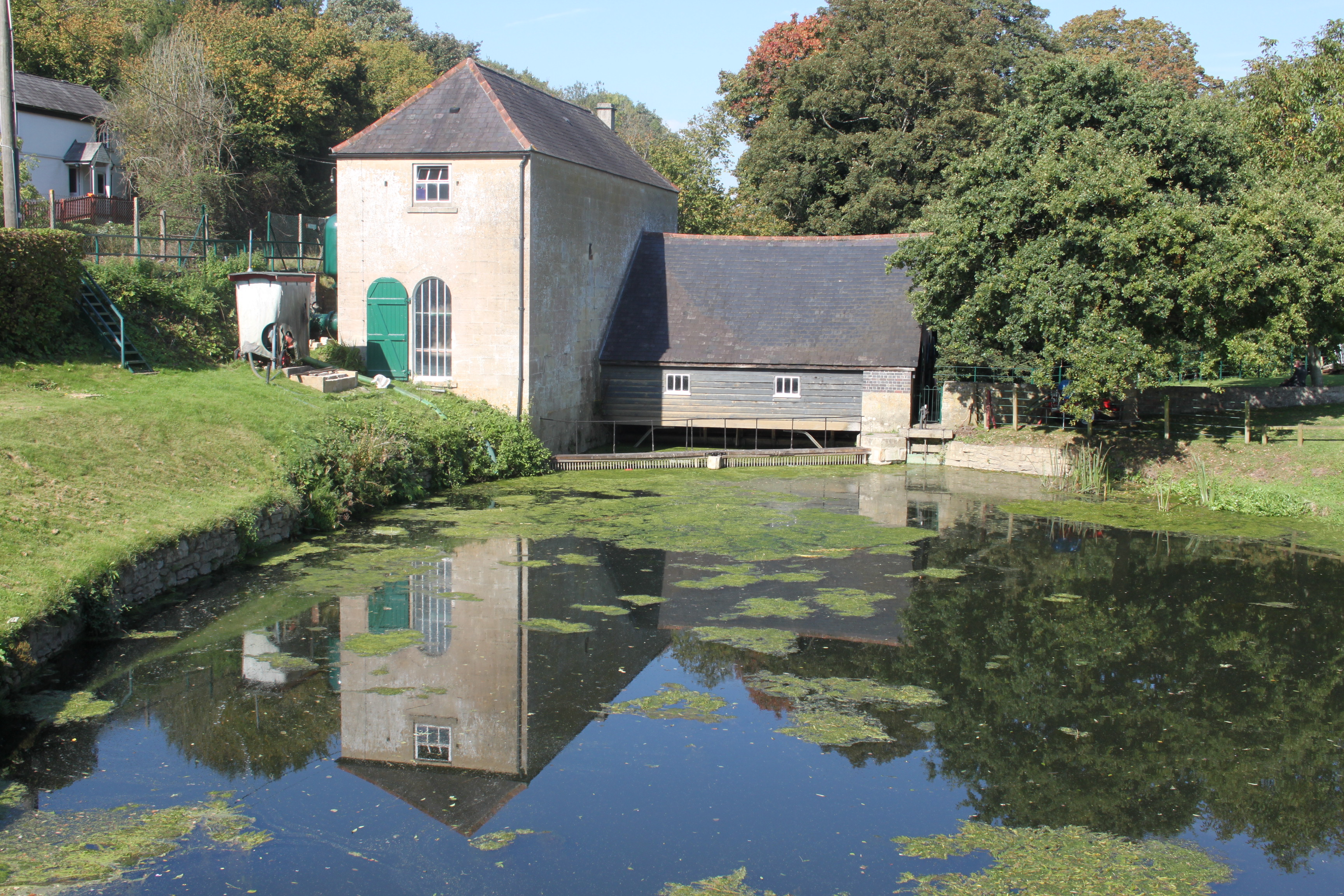
محطة ضخ كلافيرتون

ثم يتدفق عبر محطة ضخ كلافرتون، التي تضخ المياه من نهر أفون بواسطة وارلي وير إلى القناة، باستخدام الطاقة من تدفق النهر. تقع محطة الضخ في بيت مضخة مبني من صخور باث، يقع على مستوى النهر. يتم تحويل المياه من النهر بواسطة وارلي وير، حوالي 200 يارد (180 م) في اتجاه المنبع، ويتدفق الماء إلى أسفل من محطة الضخ، حيث تقوى على عجلة المياه واسعة تصل إلى 17 قدم (5.2 م) في القطر، مع 48 الشرائح الخشبية. تستخدم العجلة 2 طن (2   أطنان) من الماء في الثانية وتدور خمس مرات في الدقيقة. تدفع عجلة الماء التروس مما يزيد السرعة إلى 16   دورة في الدقيقة. من هنا، تقود السواعد قضبان توصيل عمودي ينقل الطاقة إلى عوارض هزازة من الحديد الزهر بطول 18 قدمًا (5.5 م). كل شعاع هزاز يقوم بدوره بتشغيل مضخة رفع قطرها 18 في (0.5   م)، والتي تأخذ أيضا إمداداتها من الطاحونة. ترفع كل شوط للمضخة 50 جالونًا إمبراطوريًا (230 لترًا؛ 60 جالونًا أمريكيًا) من المياه إلى القناة. في عام 1981، قامت شركة الممرات المائية البريطانية بتركيب مضختين كهربائيتين بقوة 75 حصانًا (56 كيلوواط) في أعلى المنبع من المحطة.

جسر هندسة بالاديو بولتيني والسد في باث

يتدفق نهر الأفون بعد ذلك عبر باث فوردر باثفورد، حيث ينضم إليه بواسطة نهر باي بروك ونهر باثامتون حيث يمر تحت جسر تول باثامتون. ينضم إلى لام بروك في لامبريدج في باث ثم يمر تحت جسر كليفلاند وبولتيني وعلى السد. تم بناء كليفلاند بريدج في عام 1826 من قبل ويليام هازلين،  مالك كولبروكدال للحديد، مع هنري جودريدج كمهندس معماري،  على موقع عبّارة رومانية. سمي على اسم دوق كليفلاند الثالث، وهو يمتد على نهر آفون في باثويك، ومكن من تطوير باث الجورجي على الجانب الجنوبي من النهر. تم تصميمه من قبل المهندس المعماري هنري جودريدج للاستيلاء على حركة المرور في يومه، والمركبات التي تجرها الخيول والمشاة، وتم بناؤها باستخدام باث ستون ومسافة مقوسة من الحديد الزهر.
تم الانتهاء من جسر بولتيني في عام 1773 وتم تعيينه من قبل التراث الإنجليزي كمبنى مدرج من الدرجة الأولى. تم تصميم الجسر بواسطة روبرت آدم، الذي تم حفظ رسوماته في متحف السير جون سوان،  وهو واحد من أربعة جسور فقط في العالم مع وجود متاجر في جميع أنحاء الجانبين. تم تسميته على اسم فرانسيس بولتيني، الوريثة في عام 1767 لعقار باثويك عبر النهر من باث. اقترب بولتيني من الأخوين روبرت وجيمس آدم مع وضع مدينته الجديدة في الاعتبار، لكن روبرت آدم بعد ذلك شارك في تصميم الجسر. في يديه، أصبح البناء البسيط الذي تصوره بولتني هيكلاً أنيقًا محاطًا بالمحلات التجارية. زار آدم كل من فلورنسا والبندقية، حيث رأى بونتي فيشيو وبونتي دي ريالتو. لكن تصميم آدم تابع عن كثب تصميم أندريا بالاديو لرفض ريالتو.  وقف جسر بولتيني لمدة تقل عن 20 عامًا في الشكل الذي ابتكره آدم. في 1792 أضيفت التعديلات لتشكيل المتاجر شابتها أناقة الواجهات. لكن دمرت الفيضانات في عامي 1799 و 1800 الجانب الشمالي من الجسر، الذي تم بناؤه بدعم غير كاف. أعاد بناؤه جون بينش، المسّاح لعقار بولتيني، في نسخة أقل طموحًا من تصميم آدم. غير أصحاب المتاجر في القرن التاسع عشر النوافذ، تعرجوا فوق النهر أثناء نزاعهم. تم هُدِمَ جناح الطرف الغربي على الجانب الجنوبي في عام 1903 لتوسيع الطرق واستبداله لم يكن مُطابقًا تمامًا. في عام 1936، أصبح من المقرر بناء الجسر كنصب تذكاري وطني، مع وضع خطط لاستعادة الواجهة الأصلية. تم الانتهاء من الترميم في الوقت المناسب لمهرجان بريطانيا في عام 1951، مع مزيد من العمل المنجز في عام 1975. ناقش مجلس باث وشمال شرق سومرست خططًا لحظر السيارات من الجسر وتحويلها إلى منطقة للمشاة، ومع ذلك تظل مفتوحة للحافلات وسيارات الأجرة.
على بعد حوالي 700 متر أسفل بولتيني وير، ينضم إلى النهر قناة كينيت وأفون التي تصل عبر أقفال باث. جنباً إلى جنب مع ملاحة كينيت التي تنضم إلى نهر التمز في ريدينغ، يوفر هذا طريقًا لقوارب القناة من بريستول إلى لندن. من هذه النقطة، يُعرف النهر باسم ملاحة نهر أفون أو افون للملاحة.

### الملاحة

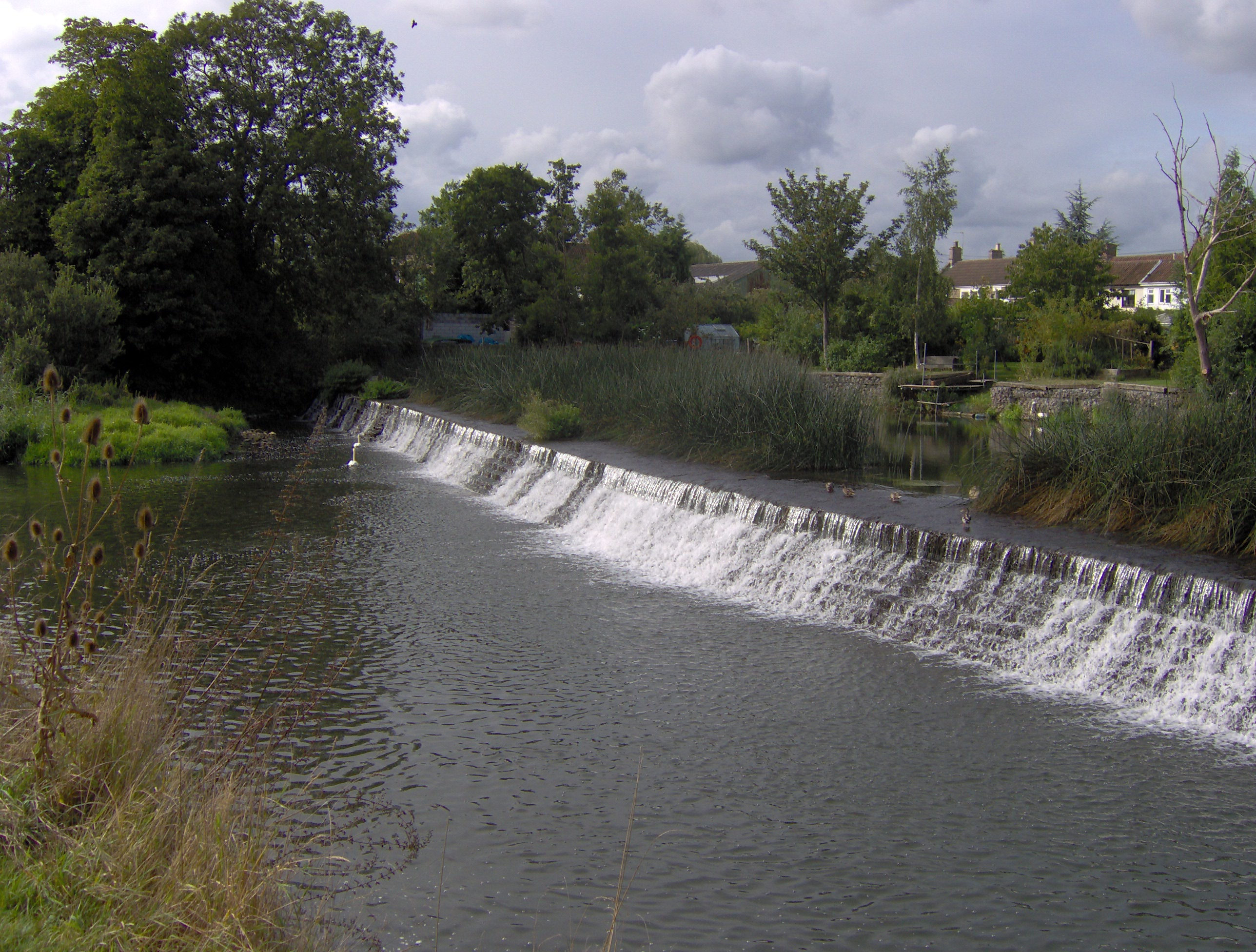
السد في قفل سوينفورد.

لا يزال أفون فوق باث قابلاً للملاحة حتى (باثامبتون) حيث توجد بقايا قفل فلاش. ومع ذلك، فقد تم هدم القفل الذي يتجاوز السد الموجود أسفل جسر بولتيني عندما أعيد بناء السد، لذلك المرور بين المقاطع ممكن فقط للقوارب الشراعية والزوارق باستخدام الممر الدوار على جانب وير.
وراء تقاطعها مع قناة كينيت ونهر أفون، يتدفق نهر أفون عبر كينشام باتجاه بريستول. بالنسبة لجزء كبير من مساره بعد مغادرة ويلتشير، فإنه يمثل الحدود التقليدية بين سومرست وغلوسترشير. بالنسبة لمعظم هذه المسافة، يستفاد التنقل من قاع النهر الطبيعي، حيث تتغلب ستة أقفال على ارتفاع 30 قدم (9 م). من باث إلى نيثام لوك حيث تنقسم إلى نيوكت والميناء العائم على بعد 12 ميل (19 كـم). الامتداد قابل للملاحة باستخدام الأقفال والسدود.
في وسط باث يمر النهر تحت العديد من الجسور بما في ذلك جسر ميدلاند الذي تم بناؤه في الأصل من قبل شركة ميدلاند للسكك الحديدية للسماح لسكك حديد سومرست ودورست المشتركة بالوصول من وإلى محطة غرين بارك تيرمينوس. في نوفمبر 2011، تم إغلاق التنقل بين باث وبيرستول بسبب مخاوف تتعلق بالسلامة حول جسر فيكتوريا. ويستون لوك على مشارف باث فيما تشكل الآن منطقة نيوبريدج. ويستون كت هي قناة من من صُنع الإنسان، تم افتتاحها في عام 1727، للقوارب من أجل للاقتراب والمرور عبر ويستون لوك؛ أصبحت الجزيرة التي تم إنشاؤها بين القطع وسد النهر تُعرف بالجزيرة الهولندية بعد أن تم إنشاء مطحنة النحاس على ضفاف النهر في أوائل القرن الثامن عشر.

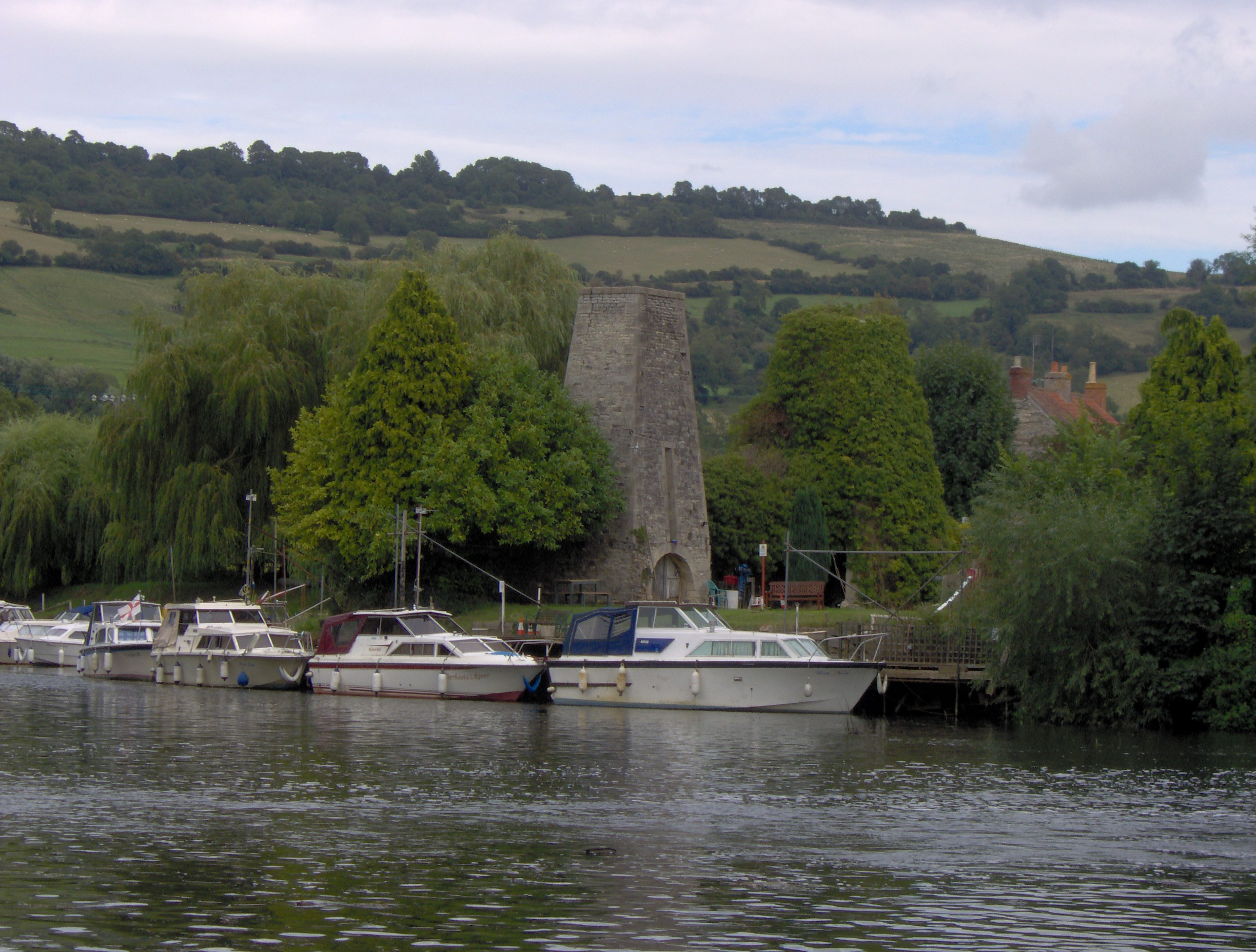
مطحنة نحاس كيلستون تطل على سالتفورد لوك.

كيلستون لوك والسد مراسي دائمة فوقها وتحتها. يقع نهر نزل ريفرسايد وسالتفورد مارينا أيضا بالجوار. يُغفل بقايا مصنع كيلستون براس الذي عمل حتى عام 1925، سالتفورد لوك والسد يُعتبر مبنى مدرج من الدرجة الثانية. إلى جانب القفل توجد حانة تمتد حديقتها على الجزيرة الصغيرة بين القفل والسد. تم فتح القفل في عام 1727 ودمر في عام 1738 من قبل تجار الفحم المنافس لوقف استخدام النهر للنقل. في أوجها، بين 1709 و 1859 سوينفورد كان نشط لصناعة النحاس حول قفل سوينفورد والذي خدمها النهر بتوفير الطاقة المائية لصناعة القماش، كما فعل نهر بويد، وهو رافد الذي يتدفق إلى أفون بالقرب من بيتون. تم افتتاح كينشام لوك في عام 1727. فوق القفل مباشرة توجد مراسي للزوار وحانة، على جزيرة بين القفل والسد. الجانب الآخر من الجزيرة هو أيضًا مصب لنهر تشيو. هانهام هو الآخر قفل للمد والجزر،  وبعد ذلك ينضم النهر إلى بريسلينجتون بروك.
نتهام لوك هو نقطة في نتهام في بريستول حيث يمكن للقوارب من نهر أفون الوصول إلى ميناء بريستول. بدأ البناء في عام 1804 لبناء المد والجزر نيوكت، حيث انضم إليه نهر مالاغو، وتحويل افون على طول قناة فيدر إلى الميناء؛ النظام صممه ويليام جيسوب وتم تحسينه لاحقًا بواسطة إسامبارد كينجدم برونيل. ينقل السد النهر إلى نيوكت والقوارب تستخدم القفل المجاور. لا يمكن الوصول إلى المرفأ إلا من خلال اليوم الذي سيفتح فيه حارس القفل البوابات إلا إذا كان مستوى المياه في النهر بين نتهام وهانهام أعلى أو أدنى من مستوى الميناء. يشكل كل من نتهام لوك والسد جزءًا من آليات الدفاع عن الفيضانات في بريستول، وقد تم الإعلان في ديسمبر 2008 أنه سيتم ترقيتهما كجزء من مشروع سيتي دوكس كابيتال بقيمة 11 مليون جنيه إسترليني.

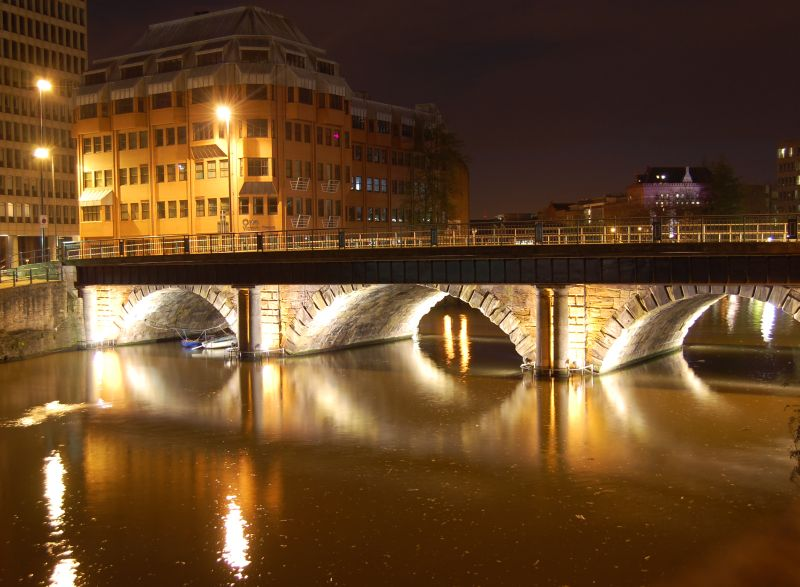
جسر بريستول من قلعة بارك

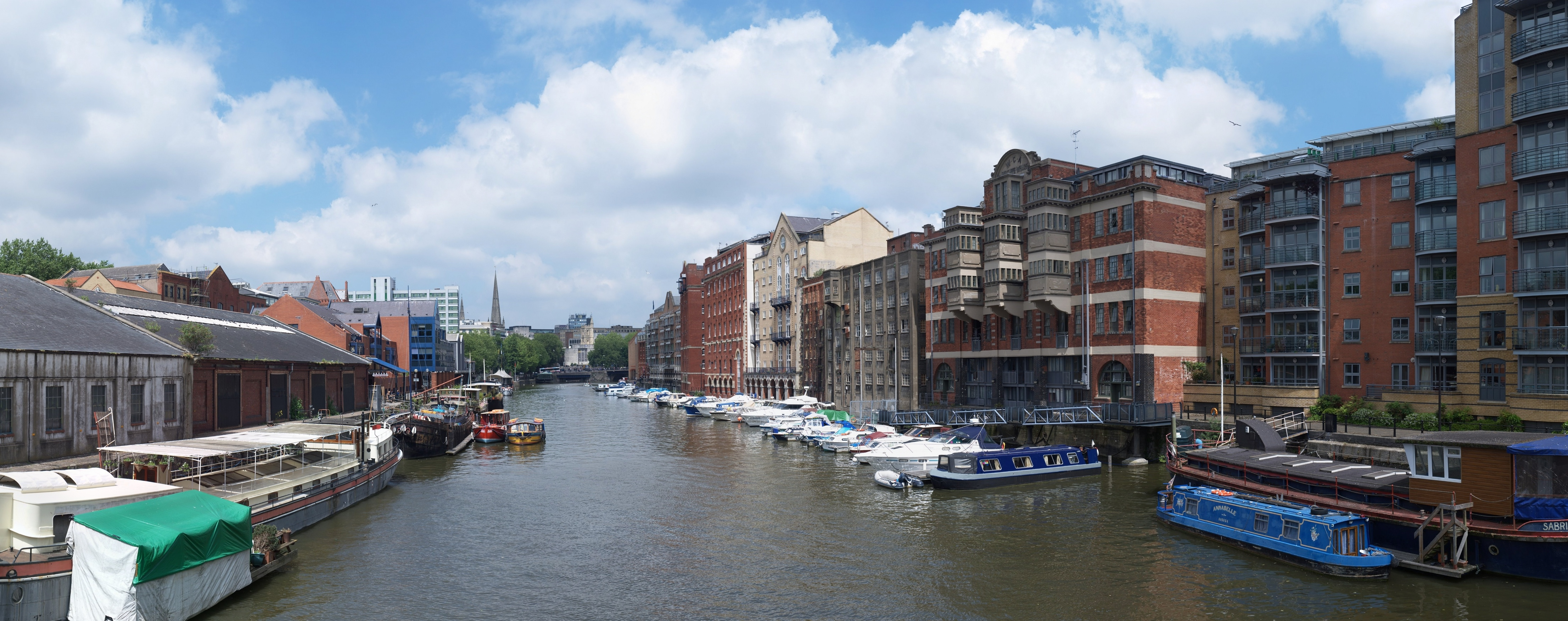
نهر أفون في بريستول ، يتجه نحو جسر بريستول مع عودة الويلزية على اليسار. ترسو القوارب التابعة لشركة بريستول فيري بوت في المقدمة ، ويمكن رؤية أبراج كنائس القديس نيكولاس وكل القديسين وسانت ماري لو بورت على بُعد.

في وسط بريستول، حيث يكون النهر مدًا، يتم تحويله من المسار الأصلي إلى نيوكت، وهي قناة حفرت ما بين 1804 و 1809 بتكلفة 600,000 جنيه إسترليني. تقام الدورة التدريبية الأصلية في مستوى ثابت بواسطة بوابات القفل (التي صممها جيسوب) وتعرف باسم الميناء العائم. المرفأ محمي ببديل 1870 لأقفال جيسوب. يحتوي هذا الرصيف غير المعتاد على خطة مجسَّمة ناتجة عن نشأته كمسار لنهر أفون الطبيعي وروافده، نهر فروم وسيستون بروك، وترتبط ارتباطًا وثيقًا بوسط مدينة بريستول حيث يوجد عدد قليل من الأرصفة. نتيجة لذلك، يعد المرفأ العائم أحد أكثر القطع نجاحًا في تجديد رصيف الميناء، حيث تشغل أماكن سكنية ومكتبية وثقافية جزء كبير من المرسى، وتستخدم منطقة المياه بكثرة بواسطة الحرف الترفيهية. أعطى "الميناء العائم" للميناء ميزة من خلال تمكين الشحن للبقاء واقفا على قدميه بدلا من الهبوط عندما انخفض المد. يمر النهر الواقع في وسط مدينة بريستول عبر مضيق آفون العميق، الممتد عبر جسر كليفتون المُعلّق، النهر مد وجزر يمكن ملاحته بواسطة السفن البحرية عند ارتفاع المد ولكنه يجف إلى قناة موحلة شديدة الانحدار عند انخفاض المد. كان تحدي التنقل في هذا القسم إلى حد كبير هو الذي حسم مصير الميناء العائم كحانات تجارية ورآهم يحل محله أرصفة في أفونموث حيث ينضم نهر أفون إلى مصب نهر سيفرن.
قبل الوصول إلى فمه، ينضم إلى نهر تريم في ضاحية سيميلز الذي كان موقع بورتوس أبونا، وهو ميناء روماني. بعد ذلك بفترة قصيرة، يمر عبر قرية بيل على الضفة الجنوبية حيث كان مقر بيل هوبلرز من أجل سحب السفن إلى النهر إلى بريستول وحيث لا تزال اليخوت والقوارب الأخرى راسية في تشابيل بيل وكروكرن بيل. ثم يمر تحت جسر أفونموث الذي يحمل الطريق السريع M5. المجال الرئيسي طوله 538 قدم (164 م) ، والجسر طوله 4,554 قدم (1,388 م)، مع وجود مُسطح هواء أعلى متوسط منسوب المياه 98.4 قدم (30 م). ثم يخدم النهر منطقتين رئيسيتين. يقع رويال بورتبوري دوك على الجانب الجنوبي من مصب النهر. تم بناء رصيف المياه العميقة بين عامي 1972 و 1977، وهو الآن ميناء رئيسي لاستيراد السيارات. يحتوي رويال بورتبوري دوك على أكبر قفل مدخل إلى أي ميناء في المملكة المتحدة، حيث يستوعب السفن حتى شعاع 41 متر (135 قدم) ، وطوله 290 متر (951 قدم) ومسودته 14.5 متر (48 قدم). تقع أفونموث دوك على الجانب الشمالي من النهر وهي واحدة من الموانئ الرئيسية في المملكة المتحدة للأطعمة المُبردة، وخاصة الفواكه والخضروات. تم افتتاح أول رصيف في أفونموث، في عام 1877 واستحوذت عليه شركة بريستول في عام 1884. في عام 1907، تم افتتاح رصيف أكبر بكثير، رويال إدوارد دوك. تشكل الأرصفة جزءًا من ميناء بريستول وتديرها هيئة ميناء بريستول، وهي جزء من مجلس مدينة بريستول، حتى عام 1991 عندما منح المجلس عقد إيجار لمدة 150 عامًا لشركة بريستول بورت. حاليًا، يتم توفير خدمة التجريب من قبل شركة بريستول بايلوتز إل إل بي التي تقوم بتزويد الطيارين المعتمدين لنهر أفون ومدينة بريستول، وكذلك مصب نهر سفرين وقناة بريستول؛ كذلك يقيمون في أفونموث دوك.

## الهيدرولوجيا وجودة المياه
في سومرفورد العظيم، آفون لديه معدل تدفق متوسط قدره 3.355 متر مكعب لكل ثانية (118.6 قدم3/ث)، ونطاق مستوى نهر نموذجي يتراوح بين 0.16 متر (6.3 بوصة) و 0.16 متر (6.3 بوصة) مع أعلى مستوى من 2.43 متر (8 قدم 0 بوصة). في ميلكشام آفون لديه معدل تدفق متوسط يبلغ 6.703 متر مكعب لكل ثانية (236.9 قدم3/ث)  كان ديسمبر 2013 هو أعلى مستوى تم تسجيله في برادفورد في نهر أفون عندما وصل المستوى إلى 3.42 متر (11.2 قدم) طبيعي في محطة المراقبة 1.01 متر (3 قدم 4 بوصة) إلى 1.40 متر (4 قدم 7 بوصة). في باثفورد، كان أعلى مستوى نهر في ديسمبر 2013 عندما وصل إلى 4.41 متر (14.5 قدم) حين أن المعدل الطبيعي هو 0.75 متر (2 قدم 6 بوصة) و 1.60 متر (5 قدم 3 بوصة)،  بمعدل تدفق 18.274 متر مكعب لكل ثانية (645.7 قدم3/ث) 
في باث سانت جيمس، وهو 180 متر (590 قدم) المنبع من بولتني وير متوسط التدفق هو 20.466 متر مكعب لكل ثانية (723.2 قدم3/ث) ،  مع تدفق مماثل (20.984 متر مكعب لكل ثانية (741.5 قدم3/ث)) المصب من السد. عند جسر المدمرة في باث، يبلغ الارتفاع النموذجي 0.40 متر (1 قدم 4 بوصة)إلى 0.81 متر (2 قدم 8 بوصة) مع ارتفاع 1.64 متر (5 قدم 5 بوصة) أيضًا في ديسمبر 2013.
في سالتفورد النطاق هو 0.46 متر (1 قدم 6 بوصة) إلى 1.41 متر (4 قدم 8 بوصة) مع أعلى تسجيل 2.31 متر (7 قدم 7 بوصة) في 24 ديسمبر 2013. يتراوح نطاق نموذجي في كينشام بين 0.23 متر (9.1 بوصة) و 2.09 متر (6 قدم 10 بوصة). وكان أعلى مستوى في 25 ديسمبر 2013 عندما وصل إلى 5.36 متر (17.6 قدم). في نيثام سد حيث يحمل القطع الجديد التدفق بعيداً عن ميناء بريستول، يبلغ المدى النموذجي لعمق النهر 0.15 متر (5.9 بوصة) إلى 0.84 متر (2 قدم 9 بوصة) مع أعلى مستوى مسجل على الإطلاق 3.22 متر (10.6 قدم).
لغرض مراقبة وتحسين نوعية المياه، ينقسم النهر إلى عدة مناطق لإدارة مستجمعات المياه؛ جنوب ملمسبوري، بريستول أفون رورال وبريستول آفون أوربان.   في المناطق الريفية، تم تصنيف 22 مسطحات مائية على أنها جيدة، و 46 على أنها معتدلة و 8 على أنها فقيرة. الأسباب الرئيسية لعدم تحقيق نتائج جيدة هي التلوث الناجم عن مياه الصرف الصحي والزراعة وإدارة الأراضي الريفية. في المناطق الحضرية، تم تصنيف جسم مائي واحد جيدًا، بينما تم تصنيف 12 معتدلاً وواحد فقير. يضاف التلوث الناجم عن المنبع إلى آثار الصناعة والتصنيع وغيرها من الشركات ويتأثر بشكل كبير بالتعديلات الفيزيائية على مجرى المياه. داخل منطقة مستجمعات المياه هناك 137 مسطحات مياه النهر و 6 بحيرات؛ تم تصنيف 22 في المائة من هذه الأنهار على أنها حالة بيئية جيدة، و 40 في المائة جيدة للوضع الكيميائي و 31 في المائة جيدة للوضع البيولوجي.

## مناطق الحفظ

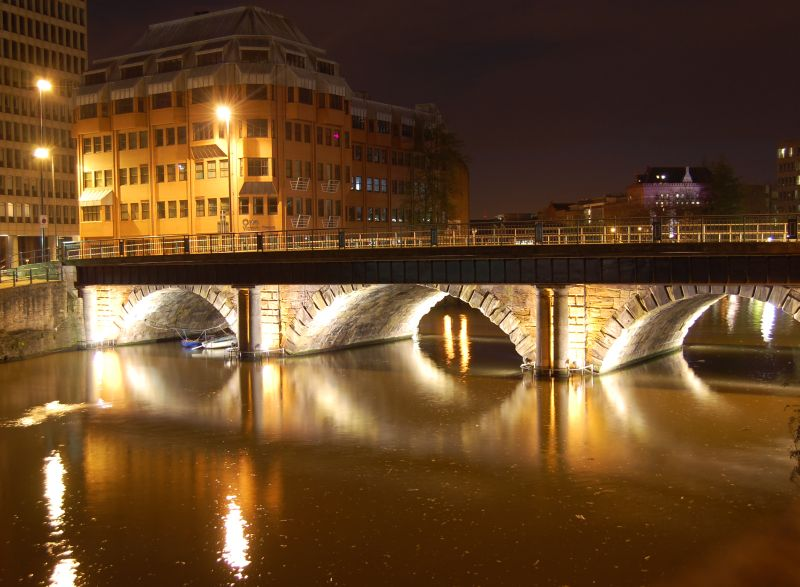
جسر بريستول من كاسل بارك

يعد النهر مهمًا لمجتمعات اليعسوب، حيث يوجد عدد كبير من مجتمعات مقترنات الأجنحة (التي توجد في ستة مناطق أخرى فقط في إنجلترا)،  بالإضافة إلى عدد كبير من نبات مقترنات الأجنحة ذو الأرجل البيضاء. تم العثور على مقترنات الأجنحة ذو الأعين الحمراء أيضا. النهر مهم أيضًا للنباتات المائية، بما في ذلك نبات البوتاموجيتون.
موقع كيلاوايز - ويست تيثرتون ذو الاهتمام العلمي الخاص، على بعد 3 ميل (4.8 كـم) شمال شرق كيبنهام، ذو أهمية جيولوجية حيث يكشف ضفة النهر ويعرض كالوفي الحجر الحجر الرملي ذو الأحافير العالية الذي يحتوي المحفوظات جيدة من ذوات الصدفتين والرخويات وذوات القوائم الذراعية والسهميات والأمونيت. في إتجاة مجرى النهر هناك موقع نيوتن سانت لوي SSSI ومراجعة الحفظ الجيولوجي SSSI، حيث يمثلا المعرض الوحيد المتبقي لحصى البليستوسين الحفرية على طول نهر أفون. بالتزامن مع مواقع أخرى داخل المنطقة الأوسع، ساعدت في تطوير فهم علمي لتاريخ التجلد المبكر في جنوب غرب إنجلترا. تم العثور على جثث الماموث والخيول في الموقع.
تم تعيين مضيق أفون كموقع ذي أهمية علمية خاصة لأنه يدعم بعض الحيوانات والنباتات النادرة، بما في ذلك الأنواع الفريدة من نوعها في المضيق. يوجد ما مجموعه 24 نوعًا من النباتات النادرة وشجرتين فريدتين: بياض بريستول وسوربوس ويلموتيانا. ومن النباتات البارزة الأخرى عربية بريستول،  ثوم كروي الرأس في بريستول،  الويرونيكة فيرونيكا سبيكاتا (زهرة الحواشي)،  الإشقيل  وترينيا جلوكا.  تشمل المناطق الأخرى على طول النهر والتي تحمل هذا التصنيف بيكلي وود،  كليف وود وهانهام (صاصل برانسي). تحتوي مزرعة ستيدهام بالقرب من كينشام على الأقل 2 متر (7 قدم) من العصر الجليدي تراس الحصى، التي تتكون من الحجر الجيري والصخر الفتاتي أساسا، ولكن أيضا مع حجر الرحى الحصباء، والحجر الرملي والصوان. يتمتع الموقع بأهمية كبيرة بالنسبة للدراسات المتعلقة بالتجلد المحتمل للمنطقة، وعلم طبقات الأرض، خاصةً أنه واحد من رواسب التي يمكن الوصول إليها فقط في هذا الجزء من وادي أفون. موقع نيوتن مدرج أيضًا لأسباب جيولوجية لأنه يمثل التعرض الوحيد المتبقي من حصى البليستوسين الأحفوري على طول نهر أفون. بالتزامن مع المواقع الأخرى داخل المنطقة الأوسع، ساعدوا في تطوير فهم علمي لتاريخ التجلد المُبكّر في جنوب غرب إنجلترا.
في هورسشيو بيند، المُنحدر المُشجر والمُستنقعات المالحة الضيقة مدعومة بصخور من الحجر الرملي الديفوني والحجر الجيري الكربوني، تعلوها تكتل الدولميت الثلاثي. وتتمثل الفائدة الرئيسية للموقع والسبب في تعيينه على أنه SSSI في وجود مجموعة من مجتمع الغبيراء المستأنسة (Sorbus domestica) ينموون على المنحدرات. هذه الشجرة نادرة على المستوى الوطني في بريطانيا، ويستضيف هذا الموقع أكبر عدد من المجتمع المعروف في إنجلترا. الأنواع البارزة الأخرى من الغبيراء هنا هي الغبيراء العالية البيضاء والغبيراء الإنكليزية، وكلاهما نادر أيضا على الصعيد الوطني في بريطانيا. كما يوجد الجير ذو الأوراق الشحيحة (Tilia platyphyllos)، وتشمل الأعشاب ثوم حقلي (Allium oleraceum) ونبتة سانت جون (Hypericum montanum) كما تتألف نباتات الملمارش ، التي تقع عند قاعدة الجرف، في الغالب من نجم البحر (Aster tripolium) والكوشلياريا الأنجليكا (Cochlearia anglica). ولكن هناك نوعان من النباتات الوعائية النادرة على المستوى الوطني هنا أيضًا دبيق نحيل (Bupleurum tenuissimum) رغل ذو ساق الطويل (Atriplex longipes).
يوفر المد والجزر لنهر أفون موطن للطيور المائية، حيث تم تسجيل 64 نوعًا حتى عام 2004،  بما في ذلك 21 نوعًا من الطيور الساحلية،  و 13 نوعًا من النورس.

## السلطات
تم إنشاء لوحة مستجمعات مياه لآفون بموجب قانون تصريف الأراضي لعام 1930 وأصبحت لوحة نهر بريستون آفون بموجب قانون مجالس الأنهار لعام 1948 ؛ وبدلاً من ذلك تم استبدال مجلس الإدارة بسلطة نهر بريستول آفون بموجب قانون الموارد المائية لعام 1963. تم إضافة 25 مجرى مائي بسيط إلى السلطة في عام 1973. أعادت عملية إعادة التنظيم في عام 1974، بموجب قانون المياه لعام 1973 ، مجمع آفون إلى هيئة إقليمية جديدة، وهي سلطة مياه ويسيكس. وشهدت الخصخصة نقل المسؤولية عن مستجمعات المياه إلى الهيئة الوطنية للأنهار عند تشكيلها في 1 أيلول/سبتمبر 1989. وفي عام 1996، أصبحت السلطة جزءا من وكالة البيئة. واشترتها الشركة الأمريكية إنرون في عام 1998، وتم وضعها في شركة أزوريكس الفرعية التابعة لها، ثم بيعت إلى YTL شركة في ماليزيا في عام 2002.
تقع مسؤولية الحفاظ على الملاحة في النهر السفلي من أفونماوث إلى هويس في هوتويلز على عاتق شركة بريستول بورت بصفتها سلطة الميناء القانونية والمختصة. احتفظ مجلس مدينة بريستول بالملاحة داخل ميناء بريستول العائم كسلطة ميناء قانونية ومختصة.

## التاريخ

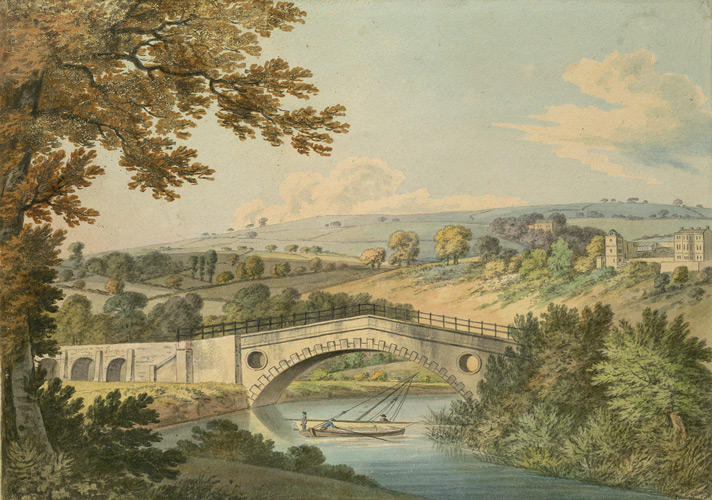
نيو بريدج ، باث بالقرب من نيوتن سانت لوي إس إس إس آي ، رسمت في عام 1806

يشير توزيع الاكتشافات الأثرية قبل الفتح الروماني لبريطانيا، إلى أن الطرف الغربي للنهر بين باث وأفونماوث شكل حدودًا بين دوبوني ودروتريجز خلال أواخر العصر الحديدي. إلى الشرق، بين باث وما هو الآن ويلتشير، ربما تكون أيضًا قد شكلت حدودًا للأراضي التي تحكمها بيلجي. بعد الاحتلال الروماني تشكل النهر الفاصل بين أراضي ويكا (الذي أصبحت مرسيا) ومملكة وسكس.
كان نهر آفون قابلاً للملاحة من بريستول إلى باث خلال السنوات الأولى من القرن الثالث عشر ولكن بناء المطاحن على النهر أجبره على الإغلاق. تقع سهول أفون، الذي بُني عليها وسط مدينة باث، على ارتفاع حوالي 59 قدم (18 م) فوق مستوى سطح البحر. كان النهر، الذي كان عبارة عن سلسلة لا يمكن التنقيب فيها عن تيارات مجدولة تفككها المستنقعات والبرك ، وتدار من قبل السدود في قناة واحدة. كانت الفيضانات الدورية، التي أدت إلى تقصير حياة العديد من المباني في الجزء الأدنى من المدينة، طبيعية حتى تم الانتهاء من الأعمال الرئيسية للسيطرة على الفيضانات في السبعينيات.
تم بناء بريستول أفون للملاحة ، الذي يمتد لمسافة 15 ميلاً (24 كم) من قناة كينيت وآفون في هانهام لوك إلى قناة بريستول في أفونماوث، بين عامي 1724 و 1727، بعد تشريع أقرته الملكة آن،   من قبل شركة من المالكين والمهندس جون هور. وصلت الشحنة الأولى إلى باث في ديسمبر 1727. تدار الآن من قبل كانال اند ريفر تراست (Canal &amp; River Trust).

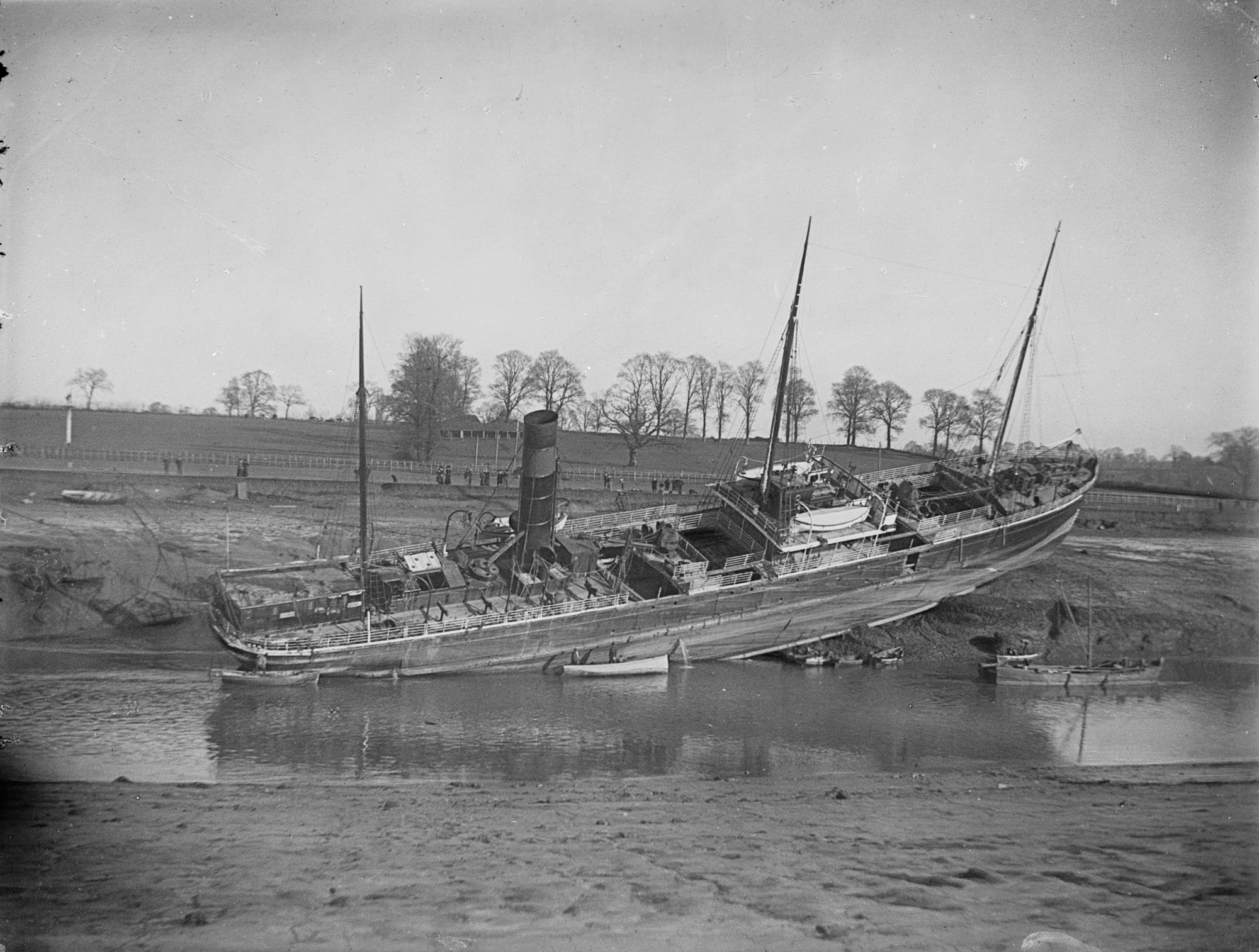
إس إس دانبرودي تقطعت بهم السبل في تسعينيات القرن التاسع عشر بسبب ارتفاع نطاق المد والجزر

على امتداد تاريخ بريستول، كان مضيق أفون مهمًا للنقل، حيث يحمل نهر أفون الطرق الرئيسية وسكة الحديد. مصب قناة بريستول ومصنع آفون لديها مجموعة من المد والجزر عالية جدا تصل إلى 15 متر (49 قدم) ، وهي المرتبة الثانية بعد خليج فندي في شرق كندا؛  والخانق ضيق نسبيا ويتعرج، مما يجعله من الصعب التنقل فيه. وُضِعت العديد من السفن في الخانق بما في ذلك اس اس ديميرارا بعد إطلاقها في عام 1851، وسفينة شونرغجري في عام 1878، وقاطرة البخار بلاك إيجل في 1861 ومدينة لانداف.
في عام 1877، انهار جسر هالفبيني، وهو عبارة عن جسر للمشاة ، يعبر النهر من محطة السكك الحديدية باث سبا إلى ويدكومب مع فقدان حوالي 10 أشخاص بين حشد كبير من المتظاهرين الذين حضروا معرض باث والغرب الزراعي. 
غُمر نهر أفون عدة مرات في تاريخها المُسجل. وتشمل هذه الفيضانات واحدة من الأضرارفي 1799/1800 التي لحقت جسر بولتيني.  نقاط مختلفة على طول النهر بما في ذلك وادي فريشفورد مُعرّضة لخطر الفيضانات النهرية، نتيجة الرواسب التي تدخل النهر وتضيق القناة. للمساعدة في التعامل مع هذه الفيضانات، تم تعيين بعض المناطق على ضفاف النهر كغابة فيضان وظيفية للتعامل مع زيادة حجم التدفق.  تشير التغييرات المحتملة في أنماط الطقس نتيجة لتغير المناخ إلى أنه من المحتمل أن تكون هناك حاجة إلى مزيد من التدابير لحماية السكان من مخاطر الفيضانات. تسببت موجة المد والجزر، بالإضافة إلى ارتفاع منسوب المياه من فيضان المنطقة المحيطة، في حدوث فيضان في مدينة بريستول.

## الطريق والنقاط المثيرة للاهتمام

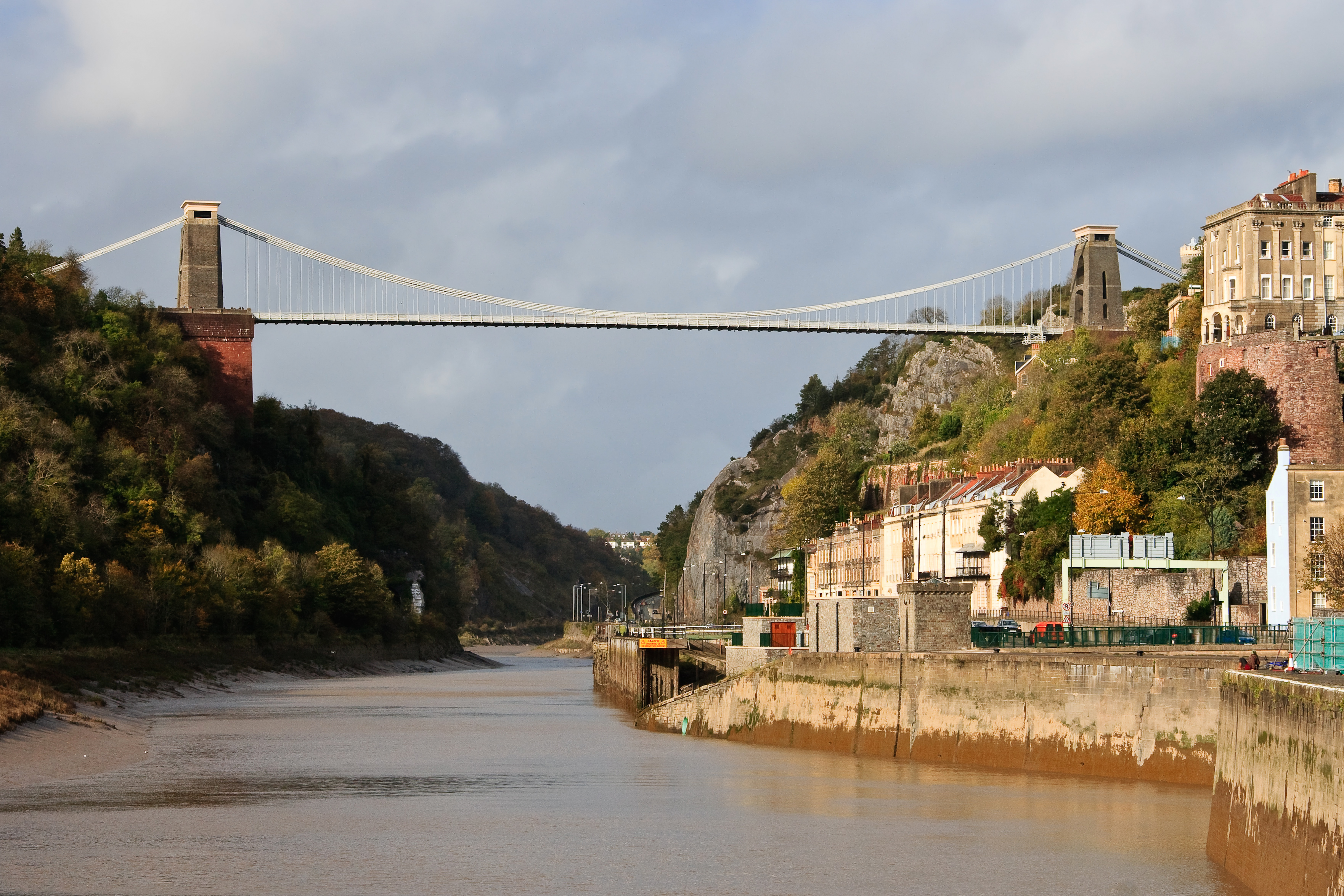
مضيق أفون وجسر كليفتون المعلق

- خريطة نهر أفون في بريستول (بالإنجليزية).
- الممرات المائية في البر الرئيسي لبريطانيا.